# Cerro García
El Cerro de García o Cerro García es un cerro ubicado al suroeste del lago de Chapala, en Jalisco, México. 
Esta entre las 10 montañas más altas en el estado de Jalisco y una de las montañas más altas que se encuentran alrededor de la laguna de Chapala con una altitud de 2760 metros sobre el nivel del mar.
Desde la cima se puede apreciar parte de la laguna así como varios poblados que lo rodean. Al Norte San Luis Soyatlán, San Cristóbal Zapotitlán, San Pedro Tesistán, Jocotepec, San Juan Cosalá, Ajijic, y Chapala. Al Sur con pueblos como Teocuitatlán de Corona, San José de Gracia, la laguna seca de Sayula y en días despejados se alcanza a ver el volcán de Colima.
Este cerro esconde diversas rutas que conectan a la cima, una de ellas se encuentra ascendiendo por la localidad de San Luis Soyatlán, en la cual se recorren 8,2 km por brechas y senderos.